# Großer Preis von Deutschland 1979
Der Große Preis von Deutschland 1979 (offiziell XLI Großer Preis von Deutschland) fand am 29. Juli auf dem Hockenheimring in Hockenheim statt und war das zehnte Rennen der Automobil-Weltmeisterschaft 1979.

## Berichte

### Hintergrund
Mit Ausnahme von Jean-Pierre Jarier, der aufgrund einer Erkrankung von Geoff Lees vertreten werden musste, trat dasselbe Fahrerfeld zum zehnten WM-Lauf des Jahres an, wie zwei Wochen zuvor beim Britischen Grand Prix.

### Training
Auf dem schnellen Kurs von Hockenheim sicherte sich Renault-Pilot Jean-Pierre Jabouille zum dritten Mal in dieser Saison die Pole-Position und teilte sich die erste Startreihe mit Alan Jones, der das Potential des weiterentwickelten Williams FW07 in diesem Training besser umsetzen konnte als sein Teamkollege Clay Regazzoni, der sich für den sechsten Platz qualifizierte. Dazwischen lagen mit Jacques Laffite, Nelson Piquet und Jody Scheckter drei Piloten unterschiedlicher Fabrikate.

### Rennen
Jones setzte seine Pole-Position in eine Führung vor Jabouille, Laffite, Scheckter und Regazzoni um. In der achten Runde drehte sich Jabouille beim Versuch, die Spitze zu übernehmen und schied aus.
Bis zur 13. Runde gelangte Regazzoni an Scheckter und Laffite vorbei und nahm somit den zweiten Rang hinter seinem Teamkollegen Jones ein. Für den Rest des Rennens hielten die beiden ihre Positionen und stellten somit den ersten Doppelsieg in der Teamgeschichte von Williams sicher.
Gilles Villeneuve, der lange hinter Laffite und Scheckter auf dem fünften Rang gelegen hatte, musste diese Position in Runde 27 kurzzeitig an Niki Lauda abgeben, da er aufgrund eines Defektes an seinem Heckflügel die Boxen ansteuern musste. Als Lauda im folgenden Umlauf wegen eines Motorschadens ausschied, übernahm Villeneuve den Platz erneut für fünf Runden, bis er von Piquet verdrängt wurde und weiter zurückfiel. Als dieser drei Runden vor Schluss ebenso wie zuvor sein Teamkollege Lauda wegen eines Motorschadens aufgeben musste, erreichte letztendlich John Watson den fünften Rang vor Jochen Mass.

## Meldeliste
| Team                          | Nr. | Fahrer                | Chassis       | Motor                    | Reifen |
| ----------------------------- | --- | --------------------- | ------------- | ------------------------ | ------ |
| Martini Racing Team Lotus     | 01  | Mario Andretti        | Lotus 79      | Ford Cosworth DFV 3.0 V8 | G      |
| Martini Racing Team Lotus     | 02  | Carlos Reutemann      | Lotus 79      | Ford Cosworth DFV 3.0 V8 | G      |
| Candy Tyrrell Team            | 03  | Didier Pironi         | Tyrrell 009   | Ford Cosworth DFV 3.0 V8 | G      |
| Candy Tyrrell Team            | 04  | Geoff Lees            | Tyrrell 009   | Ford Cosworth DFV 3.0 V8 | G      |
| Parmalat Racing Team          | 05  | Niki Lauda            | Brabham BT48  | Alfa Romeo 1260 3.0 V12  | G      |
| Parmalat Racing Team          | 06  | Nelson Piquet         | Brabham BT48  | Alfa Romeo 1260 3.0 V12  | G      |
| Marlboro Team McLaren         | 07  | John Watson           | McLaren M29   | Ford Cosworth DFV 3.0 V8 | G      |
| Marlboro Team McLaren         | 08  | Patrick Tambay        | McLaren M29   | Ford Cosworth DFV 3.0 V8 | G      |
| ATS Wheels                    | 09  | Hans-Joachim Stuck    | ATS D2        | Ford Cosworth DFV 3.0 V8 | G      |
| Scuderia Ferrari SpA SEFAC    | 11  | Jody Scheckter        | Ferrari 312T4 | Ferrari 015 3.0 F12      | M      |
| Scuderia Ferrari SpA SEFAC    | 12  | Gilles Villeneuve     | Ferrari 312T4 | Ferrari 015 3.0 F12      | M      |
| Fittipaldi Automotive         | 14  | Emerson Fittipaldi    | Fittipaldi F6 | Ford Cosworth DFV 3.0 V8 | G      |
| Équipe Renault Elf            | 15  | Jean-Pierre Jabouille | Renault RS10  | Renault EF1 1.5 V6t      | M      |
| Équipe Renault Elf            | 16  | René Arnoux           | Renault RS10  | Renault EF1 1.5 V6t      | M      |
| Samson Shadow Racing Team     | 17  | Jan Lammers           | Shadow DN9    | Ford Cosworth DFV 3.0 V8 | G      |
| Interscope Shadow Racing Team | 18  | Elio de Angelis       | Shadow DN9    | Ford Cosworth DFV 3.0 V8 | G      |
| Olympus Cameras Wolf Racing   | 20  | Keke Rosberg          | Wolf WR8      | Ford Cosworth DFV 3.0 V8 | G      |
| Team Ensign                   | 22  | Patrick Gaillard      | Ensign N179   | Ford Cosworth DFV 3.0 V8 | G      |
| Team Merzario                 | 24  | Arturo Merzario       | Merzario A4   | Ford Cosworth DFV 3.0 V8 | G      |
| Ligier Gitanes                | 25  | Jacky Ickx            | Ligier JS11   | Ford Cosworth DFV 3.0 V8 | G      |
| Ligier Gitanes                | 26  | Jacques Laffite       | Ligier JS11   | Ford Cosworth DFV 3.0 V8 | G      |
| Albilad-Saudia Racing Team    | 27  | Alan Jones            | Williams FW07 | Ford Cosworth DFV 3.0 V8 | G      |
| Albilad-Saudia Racing Team    | 28  | Clay Regazzoni        | Williams FW07 | Ford Cosworth DFV 3.0 V8 | G      |
| Warsteiner Arrows Racing Team | 29  | Riccardo Patrese      | Arrows A2     | Ford Cosworth DFV 3.0 V8 | G      |
| Warsteiner Arrows Racing Team | 30  | Jochen Mass           | Arrows A2     | Ford Cosworth DFV 3.0 V8 | G      |
| Team Rebaque                  | 31  | Héctor Rebaque        | Lotus 79      | Ford Cosworth DFV 3.0 V8 | G      |

## Klassifikationen

### Startaufstellung
| Pos. | Fahrer                | Konstrukteur       | Zeit    | Ø-Geschwindigkeit | Start |
| ---- | --------------------- | ------------------ | ------- | ----------------- | ----- |
| 01   | Jean-Pierre Jabouille | Renault            | 1:48,48 | 225,299 km/h      | 01    |
| 02   | Alan Jones            | Williams-Ford      | 1:48,75 | 224,739 km/h      | 02    |
| 03   | Jacques Laffite       | Ligier-Ford        | 1:49,43 | 223,343 km/h      | 03    |
| 04   | Nelson Piquet         | Brabham-Alfa Romeo | 1:49,50 | 223,200 km/h      | 04    |
| 05   | Jody Scheckter        | Ferrari            | 1:50,00 | 222,185 km/h      | 05    |
| 06   | Clay Regazzoni        | Williams-Ford      | 1:50,12 | 221,943 km/h      | 06    |
| 07   | Niki Lauda            | Brabham-Alfa Romeo | 1:50,37 | 221,441 km/h      | 07    |
| 08   | Didier Pironi         | Tyrrell-Ford       | 1:50,40 | 221,380 km/h      | 08    |
| 09   | Gilles Villeneuve     | Ferrari            | 1:50,41 | 221,360 km/h      | 09    |
| 10   | René Arnoux           | Renault            | 1:50,48 | 221,220 km/h      | 10    |
| 11   | Mario Andretti        | Lotus-Ford         | 1:50,68 | 220,820 km/h      | 11    |
| 12   | John Watson           | McLaren-Ford       | 1:50,86 | 220,462 km/h      | 12    |
| 13   | Carlos Reutemann      | Lotus-Ford         | 1:50,94 | 220,303 km/h      | 13    |
| 14   | Jacky Ickx            | Ligier-Ford        | 1:51,07 | 220,045 km/h      | 14    |
| 15   | Patrick Tambay        | McLaren-Ford       | 1:51,47 | 219,255 km/h      | 15    |
| 16   | Geoff Lees            | Tyrrell-Ford       | 1:51,50 | 219,196 km/h      | 16    |
| 17   | Keke Rosberg          | Wolf-Ford          | 1:52,01 | 218,198 km/h      | 17    |
| 18   | Jochen Mass           | Arrows-Ford        | 1:52,74 | 216,786 km/h      | 18    |
| 19   | Riccardo Patrese      | Arrows-Ford        | 1:52,93 | 216,421 km/h      | 19    |
| 20   | Jan Lammers           | Shadow-Ford        | 1:53,59 | 215,163 km/h      | 20    |
| 21   | Elio de Angelis       | Shadow-Ford        | 1:53,73 | 214,898 km/h      | 21    |
| 22   | Emerson Fittipaldi    | Fittipaldi-Ford    | 1:54,01 | 214,371 km/h      | 22    |
| 23   | Hans-Joachim Stuck    | ATS-Ford           | 1:54,47 | 213,509 km/h      | 23    |
| 24   | Héctor Rebaque        | Lotus-Ford         | 1:55,86 | 210,948 km/h      | 24    |
| DNQ  | Patrick Gaillard      | Ensign-Ford        | 1:55,95 | 210,784 km/h      | –     |
| DNQ  | Arturo Merzario       | Merzario-Ford      | 2:01,84 | 200,594 km/h      | –     |

### Rennen
| Pos. | Fahrer                | Konstrukteur       | Runden | Stopps | Zeit       | Start | Schnellste Runde |
| ---- | --------------------- | ------------------ | ------ | ------ | ---------- | ----- | ---------------- |
| 01   | Alan Jones            | Williams-Ford      | 45     | 0      | 1:24:48,83 | 02    | 1:51,97          |
| 02   | Clay Regazzoni        | Williams-Ford      | 45     | 0      | + 02,91    | 06    | 1:52,01          |
| 03   | Jacques Laffite       | Ligier-Ford        | 45     | 0      | + 18,39    | 03    | 1:52,34          |
| 04   | Jody Scheckter        | Ferrari            | 45     | 0      | + 31,20    | 05    | 1:52,48          |
| 05   | John Watson           | McLaren-Ford       | 45     | 0      | + 1:37,80  | 12    | 1:53,83          |
| 06   | Jochen Mass           | Arrows-Ford        | 44     | 0      | + 1 Runde  | 18    | 1:54,61          |
| 07   | Geoff Lees            | Tyrrell-Ford       | 44     | 0      | + 1 Runde  | 16    | 1:54,80          |
| 08   | Gilles Villeneuve     | Ferrari            | 44     | 1      | + 1 Runde  | 09    | 1:51,89 (40.)    |
| 09   | Didier Pironi         | Tyrrell-Ford       | 44     | 0      | + 1 Runde  | 08    | 1:54,56          |
| 10   | Jan Lammers           | Shadow-Ford        | 44     | 0      | + 1 Runde  | 20    | 1:56,37          |
| 11   | Elio de Angelis       | Shadow-Ford        | 43     | 0      | + 2 Runden | 21    | 1:56,51          |
| 12   | Nelson Piquet         | Brabham-Alfa Romeo | 42     | 0      | DNF        | 04    | 1:52,72          |
| –    | Riccardo Patrese      | Arrows-Ford        | 34     | 0      | DNF        | 19    | 1:54,66          |
| –    | Patrick Tambay        | McLaren-Ford       | 30     | 0      | DNF        | 15    | 1:54,11          |
| –    | Keke Rosberg          | Wolf-Ford          | 29     | 0      | DNF        | 17    | 1:55,47          |
| –    | Niki Lauda            | Brabham-Alfa Romeo | 27     | 0      | DNF        | 07    | 1:53,12          |
| –    | Jacky Ickx            | Ligier-Ford        | 24     | 0      | DNF        | 14    | 1:53,44          |
| –    | Héctor Rebaque        | Lotus-Ford         | 22     | 0      | DNF        | 24    | 1:57,22          |
| –    | Mario Andretti        | Lotus-Ford         | 16     | 0      | DNF        | 11    | 1:54,01          |
| –    | René Arnoux           | Renault            | 9      | 0      | DNF        | 10    | 1:53,24          |
| –    | Jean-Pierre Jabouille | Renault            | 7      | 0      | DNF        | 01    | 1:51,98          |
| –    | Emerson Fittipaldi    | Fittipaldi-Ford    | 4      | 0      | DNF        | 22    | 1:57,34          |
| –    | Carlos Reutemann      | Lotus-Ford         | 1      | 0      | DNF        | 13    | 2:08,35          |
| –    | Hans-Joachim Stuck    | ATS-Ford           | 0      | 0      | DNF        | 23    | –                |

## WM-Stände nach dem Rennen
Die ersten sechs des Rennens bekamen 9, 6, 4, 3, 2 bzw. 1 Punkt(e). Es zählten nur die besten vier Ergebnisse aus den ersten sieben Rennen und die besten vier Ergebnisse aus den letzten acht Rennen. In der Konstrukteurswertung wurden alle Resultate gewertet. Streichresultate sind in Klammern gesetzt.

### Fahrerwertung
| Pos. | Fahrer                | Konstrukteur       | Punkte  |
| ---- | --------------------- | ------------------ | ------- |
| 01   | Jody Scheckter        | Ferrari            | 35 (39) |
| 02   | Jacques Laffite       | Ligier-Ford        | 28      |
| 03   | Gilles Villeneuve     | Ferrari            | 26      |
| 04   | Clay Regazzoni        | Williams-Ford      | 22      |
| 05   | Patrick Depailler     | Ligier-Ford        | 20 (22) |
| 06   | Carlos Reutemann      | Lotus-Ford         | 20 (25) |
| 07   | Alan Jones            | Williams-Ford      | 16      |
| 08   | Jean-Pierre Jarier    | Tyrrell-Ford       | 13      |
| 09   | John Watson           | McLaren-Ford       | 13      |
| 10   | Mario Andretti        | Lotus-Ford         | 12      |
| 11   | René Arnoux           | Renault            | 10      |
| 12   | Jean-Pierre Jabouille | Renault            | 9       |
| 13   | Didier Pironi         | Tyrrell-Ford       | 8       |
| 14   | Riccardo Patrese      | Arrows-Ford        | 2       |
| 15   | Jochen Mass           | Arrows-Ford        | 2       |
| 16   | Niki Lauda            | Brabham-Alfa Romeo | 1       |

| Pos. | Fahrer             | Konstrukteur       | Punkte |
| ---- | ------------------ | ------------------ | ------ |
| 17   | Emerson Fittipaldi | Fittipaldi-Ford    | 1      |
| 18   | Jacky Ickx         | Ligier-Ford        | 1      |
| 19   | Elio de Angelis    | Shadow-Ford        | 0      |
| 20   | Nelson Piquet      | Brabham-Alfa Romeo | 0      |
| 21   | Hans-Joachim Stuck | ATS-Ford           | 0      |
| 22   | James Hunt         | Wolf-Ford          | 0      |
| 23   | Keke Rosberg       | Wolf-Ford          | 0      |
| 24   | Geoff Lees         | Tyrrell-Ford       | 0      |
| 25   | Héctor Rebaque     | Lotus-Ford         | 0      |
| 26   | Patrick Tambay     | McLaren-Ford       | 0      |
| 27   | Jan Lammers        | Shadow-Ford        | 0      |
| 28   | Derek Daly         | Ensign-Ford        | 0      |
| 29   | Patrick Gaillard   | Ensign-Ford        | 0      |
| 30   | Bruno Giacomelli   | Alfa Romeo         | 0      |
| –    | Arturo Merzario    | Merzario-Ford      | 0      |

### Konstrukteurswertung
| Pos. | Konstrukteur  | Punkte |
| ---- | ------------- | ------ |
| 01   | Ferrari       | 65     |
| 02   | Ligier-Ford   | 51     |
| 03   | Williams-Ford | 38     |
| 04   | Lotus-Ford    | 37     |
| 05   | Tyrrell-Ford  | 21     |
| 06   | Renault       | 19     |
| 07   | McLaren-Ford  | 13     |
| 08   | Arrows-Ford   | 4      |

| Pos. | Konstrukteur       | Punkte |
| ---- | ------------------ | ------ |
| 09   | Brabham-Alfa Romeo | 1      |
| 10   | Fittipaldi-Ford    | 1      |
| 11   | Shadow-Ford        | 0      |
| 12   | ATS-Ford           | 0      |
| 13   | Wolf-Ford          | 0      |
| 14   | Ensign-Ford        | 0      |
| 15   | Alfa Romeo         | 0      |
| –    | Merzario-Ford      | 0      |